# Lijst van voetbalinterlands Singapore - Vietnam
Deze lijst van voetbalinterlands is een overzicht van alle officiële voetbalwedstrijden tussen de nationale teams van Singapore en Vietnam. De Aziatische landen speelden tot op heden 22 keer tegen elkaar. De eerste ontmoeting, een kwalificatiewedstrijd voor het Wereldkampioenschap voetbal 1994, werd gespeeld in Doha (Qatar) op 13 april 1993. Het laatste duel, een halve finale van de Zuidoost-Azië Cup 2024, vond plaats op 29 december 2024 in Việt Trì.

## Wedstrijden
| №  | Plaats          | Datum             | Competitie                      | Wedstrijd           | Uitslag |
| -- | --------------- | ----------------- | ------------------------------- | ------------------- | ------- |
| 1  | Doha            | 13 april 1993     | WK 1994 kwalificatie            | Vietnam − Singapore | 2 − 3   |
| 2  | Singapore       | 28 april 1993     | WK 1994 kwalificatie            | Singapore − Vietnam | 1 − 0   |
| 3  | Singapore       | 15 juni 1993      | Zuidoost-Aziatische Spelen 1993 | Vietnam − Singapore | 0 − 2   |
| 4  | Jakarta         | 18 oktober 1997   | Zuidoost-Aziatische Spelen 1997 | Vietnam − Singapore | 1 − 0   |
| 5  | Hanoi           | 28 augustus 1998  | Zuidoost-Azië Cup 1998          | Vietnam − Singapore | 0 − 0   |
| 6  | Hanoi           | 5 september 1998  | Zuidoost-Azië Cup 1998          | Singapore − Vietnam | 1 − 0   |
| 7  | Hanoi           | 29 januari 1999   | Vriendschappelijk               | Vietnam − Singapore | 1 − 0   |
| 8  | Songkhla        | 11 november 2000  | Zuidoost-Azië Cup 2000          | Vietnam − Singapore | 1 − 0   |
| 9  | Ho Chi Minhstad | 7 december 2004   | Zuidoost-Azië Cup 2004          | Vietnam − Singapore | 1 − 1   |
| 10 | Bangkok         | 28 december 2006  | Vriendschappelijk               | Singapore − Vietnam | 2 − 3   |
| 11 | Singapore       | 13 januari 2007   | Zuidoost-Azië Cup 2007          | Singapore − Vietnam | 0 − 0   |
| 12 | Hanoi           | 14 oktober 2008   | Vriendschappelijk               | Vietnam − Singapore | 0 − 0   |
| 13 | Hanoi           | 17 december 2008  | Zuidoost-Azië Cup 2008          | Vietnam − Singapore | 0 − 0   |
| 14 | Singapore       | 21 december 2008  | Zuidoost-Azië Cup 2008          | Singapore − Vietnam | 0 − 1   |
| 15 | Ho Chi Minhstad | 24 oktober 2009   | Vriendschappelijk               | Vietnam − Singapore | 2 − 2   |
| 16 | Hanoi           | 4 november 2010   | Vriendschappelijk               | Vietnam − Singapore | 1 − 1   |
| 17 | Hanoi           | 8 december 2010   | Zuidoost-Azië Cup 2010          | Vietnam − Singapore | 1 − 0   |
| 18 | Yangon          | 6 juni 2016       | Vriendschappelijk               | Vietnam − Singapore | 3 − 0   |
| 19 | Ho Chi Minhstad | 21 september 2022 | Vriendschappelijk               | Vietnam − Singapore | 4 − 0   |
| 20 | Singapore       | 30 december 2022  | Zuidoost-Azië Cup 2022          | Singapore − Vietnam | 0 − 0   |
| 21 | Singapore       | 26 december 2024  | Zuidoost-Azië Cup 2024          | Singapore − Vietnam | 0 − 2   |
| 22 | Việt Trì        | 29 december 2024  | Zuidoost-Azië Cup 2024          | Vietnam − Singapore | 3 − 1   |

## Samenvatting
| Competitie                 | Totaal gespeeld | Winst Singapore | Gelijk | Winst Vietnam | Doelsaldo Singapore – Vietnam |
| -------------------------- | --------------- | --------------- | ------ | ------------- | ----------------------------- |
| WK-kwalificatie            | 2               | 2               | 0      | 0             | 4 − 2                         |
| Zuidoost-Azië Cup          | 11              | 1               | 5      | 5             | 3 − 9                         |
| Zuidoost-Aziatische Spelen | 2               | 1               | 0      | 1             | 2 − 1                         |
| Vriendschappelijk          | 7               | 0               | 3      | 4             | 5 − 14                        |
| Totaal                     | 22              | 4               | 8      | 10            | 14 − 26                       |

FAS · 
Lijst van A-internationals · 
Singaporees vrouwenelftal
1960 – 1969 ·
1970 – 1979 ·
1980 – 1989 ·
1990 – 1999 ·
2000 – 2009 ·
2010 – 2019
Afghanistan ·
Argentinië ·
Australië · 
Azerbeidzjan · 
Bahrein · 
Bangladesh · 
Brunei · 
Cambodja · 
Canada · 
China · 
Denemarken · 
Fiji ·
Filipijnen · 
Finland · 
Ghana · 
Guam ·
Hongkong · 
India · 
Indonesië · 
Irak · 
Iran · 
Israël · 
Japan · 
Jemen ·
Jordanië · 
Kazachstan · 
Kirgizië · 
Koeweit · 
Laos · 
Libanon · 
Macau · 
Malediven · 
Maleisië · 
Mauritius ·
Mongolië · 
Myanmar · 
Nepal · 
Nieuw-Zeeland · 
Noord-Korea · 
Noorwegen · 
Oezbekistan · 
Oman · 
Oost-Timor · 
Pakistan · 
Palestina · 
Papoea-Nieuw-Guinea ·
Polen · 
Qatar ·
Salomonseilanden · 
Saoedi-Arabië · 
Sri Lanka · 
Syrië · 
Tadzjikistan · 
Taiwan · 
Thailand · 
Turkmenistan · 
Uruguay · 
Verenigde Arabische Emiraten · 
Vietnam · 
Zuid-Korea · 
Zuid-Vietnam · 
Zweden
VFF · 
A-internationals · 
Vietnamees vrouwenelftal
1991 – 1999 ·
2000 – 2009 ·
2010 – 2019 ·
2020 − 2029
Afghanistan ·
Albanië ·
Australië ·
Bahrein · 
Bangladesh · 
Bosnië en Herzegovina · 
Cambodja · 
China · 
Curaçao ·
Estland · 
Filipijnen · 
Guam · 
Guinee ·
Hongkong · 
India · 
Indonesië · 
Irak ·
Iran · 
Jamaica · 
Japan ·
Jemen · 
Jordanië ·
Kazachstan · 
Kirgizië ·
Koeweit · 
Laos · 
Libanon · 
Macau · 
Malediven · 
Maleisië · 
Mongolië · 
Mozambique ·
Myanmar · 
Nepal · 
Noord-Korea ·
Oezbekistan · 
Oman · 
Palestina ·
Qatar ·
Rusland ·
Saoedi-Arabië · 
Singapore · 
Sri Lanka · 
Syrië · 
Tadzjikistan · 
Taiwan · 
Thailand · 
Turkmenistan · 
Verenigde Arabische Emiraten · 
Zimbabwe · 
Zuid-Korea